# Real Jardín Botánico de Madrid
El Real Jardín Botánico de Madrid es un centro de investigación del Consejo Superior de Investigaciones Científicas. Fundado por Real Orden de 17 de octubre de 1755 por el rey Fernando VI en el Soto de Migas Calientes, cerca del río Manzanares, Carlos III ordenó el traslado a su ubicación actual en 1781, al Paseo del Prado, junto al Museo de Ciencias Naturales que se estaba construyendo (actualmente Museo del Prado), en Madrid, España. Este jardín botánico alberga en tres terrazas escalonadas, plantas de América y del Pacífico, además de plantas europeas.

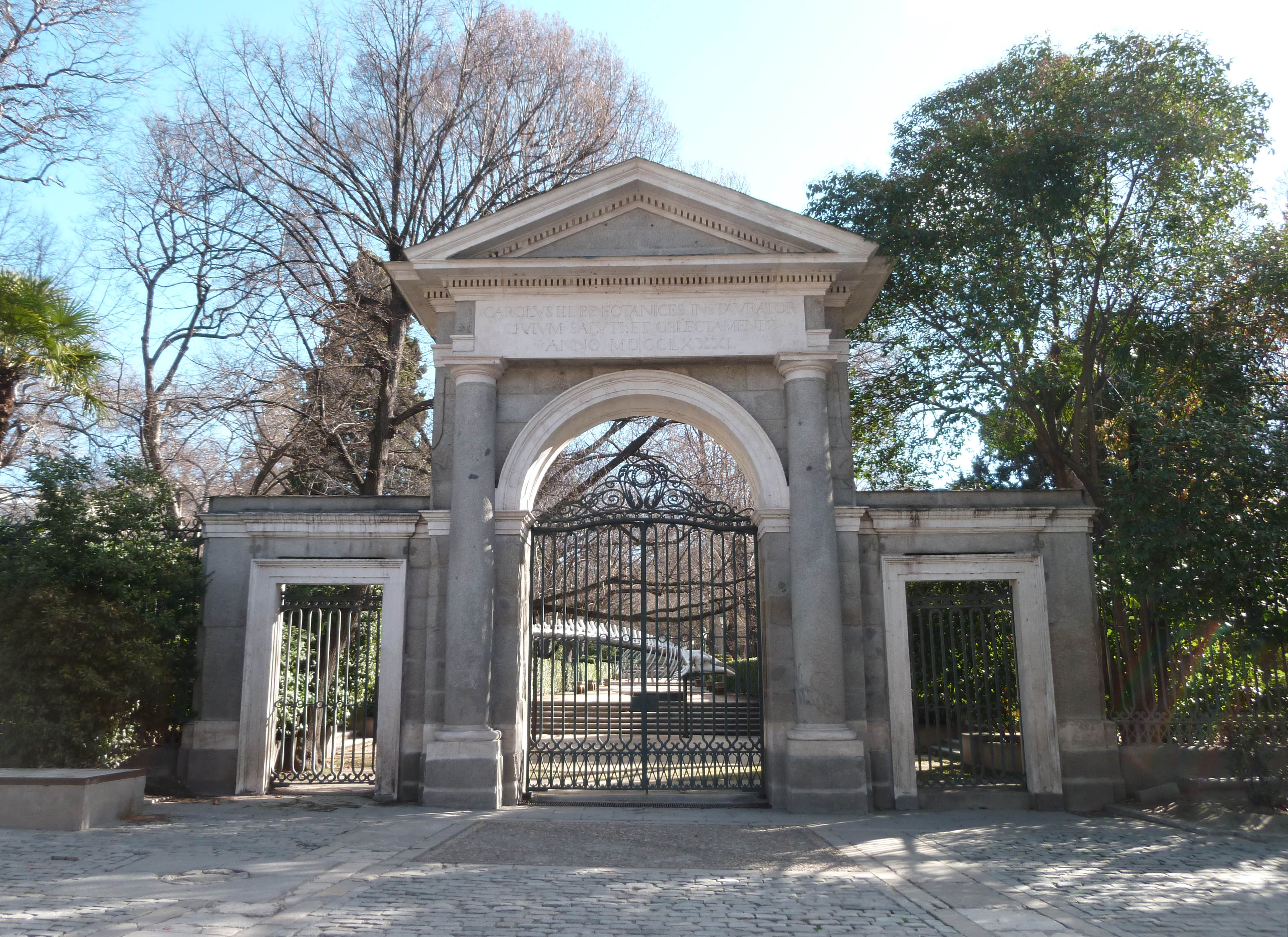
Puerta Real del R.J.B., obra de Francesco Sabatini (1781).

Real Jardín Botánico de Madrid. 1. Estatua de José Quer
2. Estatua de Simón de Rojas Clemente
3. Estatua de Mariano Lagasca
4. Estatua de Antonio José Cavanilles
5. Monumento a Blas de Lázaro
7. Colección de plantas suculentas
8. Glorieta de la Noria
9. Estanque
10. Estatua de Carlos Linneo
11. Jardinillo
12. Emparrado de hierro forjado de 1786
13. Estatua de Carlos III

## Historia

### Preámbulos

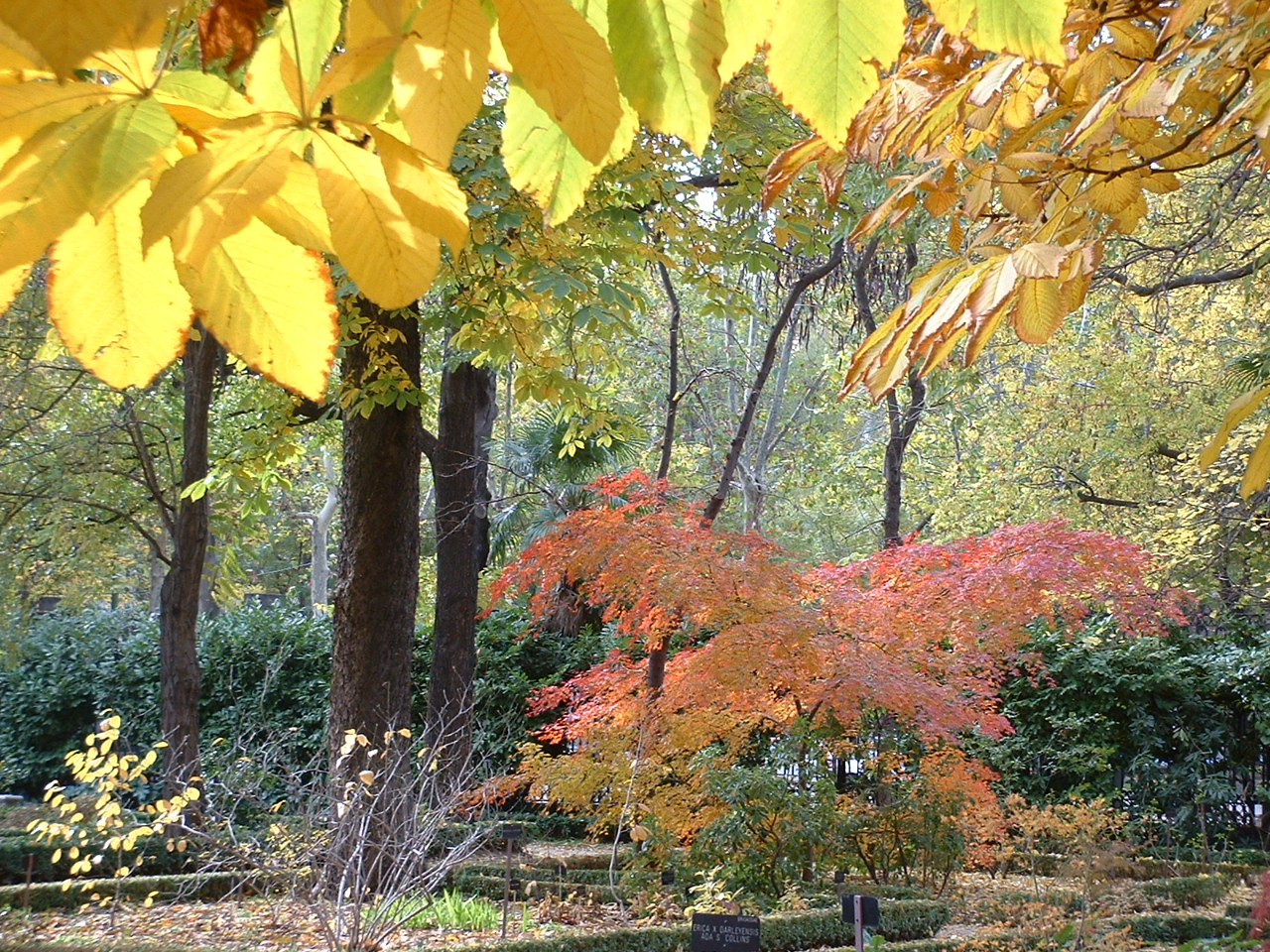
Otoño en el Jardín Botánico.

Felipe II creó el jardín botánico a instancias del médico Andrés Laguna, junto al Palacio Real de Aranjuez. Más tarde Fernando VI instaló en la capital el jardín botánico, situándolo en la Huerta de Migas Calientes (actualmente Puerta de Hierro, a orillas del río Manzanares) en 1755, creando así el Real Jardín Botánico. Contaba con más de 2000 plantas, recogidas por José Quer, botánico y cirujano, en sus numerosos viajes por la península ibérica y Europa, sobre todo a Italia donde fue destinado, u obtenidas por intercambio con otros botánicos europeos. La continua ampliación del jardín llevó a que Carlos III diera instrucciones en 1774 para trasladarlo a su actual emplazamiento en el Paseo del Prado de Madrid, dentro del programa de ordenación del Salón del Prado y Atocha.
El Conde de Floridablanca, primer ministro de Carlos III, puso especial interés en el traslado del Jardín al prado viejo de Atocha. No solo porque permitiría embellecer el proyecto del Salón del Prado, sino, sobre todo, porque serviría como un símbolo del mecenazgo de la Corona con las ciencias y las artes. No hay que olvidar que en esta zona del Salón del Prado se ubicarían además del Real Jardín Botánico, el Real Gabinete de Historia Natural (posteriormente Museo del Prado) y el Observatorio Astronómico.
Uno de los científicos que participó en el proyecto de construcción del Real Jardín Botánico en el Prado fue el catedrático Casimiro Gómez Ortega.

### Inauguración

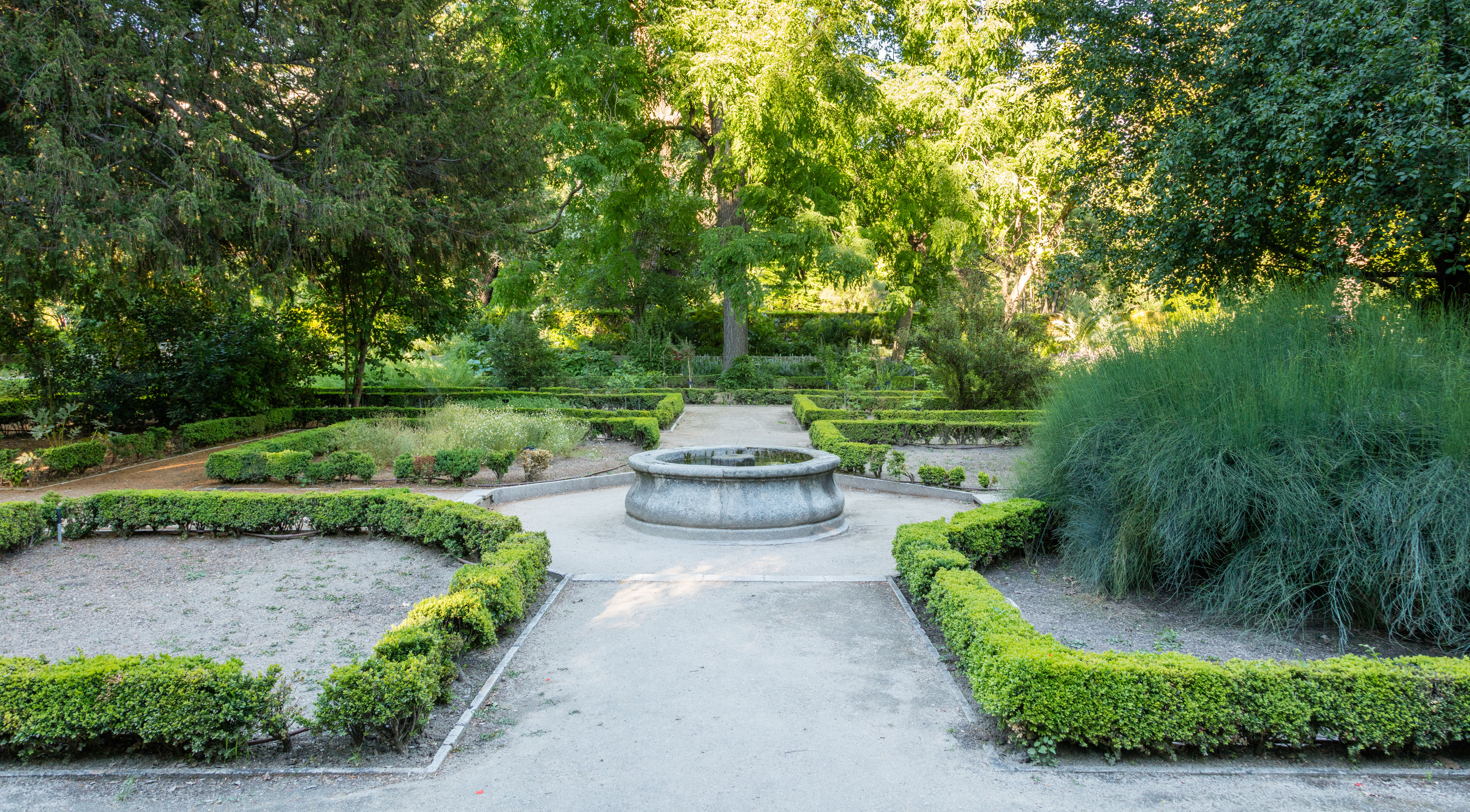
Fuente circular (fontín).

El primer proyecto del nuevo jardín fue encomendado al asesor científico Casimiro Gómez Ortega y al arquitecto Francesco Sabatini, que entre 1774 y 1781 (año de la inauguración) realizó la traza inicial, con una distribución en tres niveles, y parte del cerramiento, en el que destaca la Puerta Real (Paseo del Prado). Sobre esta base, entre 1785 y 1789 Juan de Villanueva realizó un segundo y definitivo proyecto, más racional y acorde a la función científica y docente que debía tener el jardín. Este ocupaba una superficie de 10 hectáreas distribuidas en tres niveles aterrazados que se adaptaban a la orografía del terreno, dispuestos en forma de cuarteles cuadrados, siguiendo un trazado octogonal y rematados en las esquinas con fuentes circulares. Las dos inferiores (Terraza de los Cuadros y Terraza de las Escuelas Botánicas) permanecen hoy en día tal y como fueron construidas, mientras que la superior (Terraza del Plano de la Flor) fue remodelada en el siglo XIX con rasgos ajardinados. El recinto estaba cerrado por una elegante verja de hierro, fabricada en Tolosa (Guipúzcoa) asentada sobre piedra de granito (obra de José de Muñoz) y contaba con dos puertas de acceso: la ya citada Puerta Real de Sabatini, de corte clásico con columnas dóricas y frontón, y otra secundaria, diseñada por Villanueva, enfrente del Museo del Prado, por donde actualmente se accede al recinto (actual Plaza de Murillo).
También contaba con estufas, semilleros e instalaciones para los enseres de mantenimiento y labor. En la zona este se erigió un pabellón de invernáculos llamado Pabellón Villanueva, obra singular dirigida por el arquitecto real, en cuya construcción pesaron más los criterios estéticos que los científicos, por lo que desde principios del siglo XIX se destinó a acoger la biblioteca, herbarios y las aulas necesarias para las cátedras de botánica y de agricultura.
El Jardín se convirtió en el receptor de los envíos de las expediciones científicas que auspició la Corona en este período. Entre el siglo XVIII y XIX participó en el desarrollo de al menos cinco expediciones científicas, entre ellas destacan la Real Expedición Botánica del Nuevo Reino de Granada (actual Colombia) cuyo director fue el célebre José Celestino Mutis, la Expedición Botánica al Virreinato del Perú de los botánicos Hipólito Ruiz y José Antonio Pavón, la Real Expedición Botánica a Nueva España (actual México), de los botánicos Martín Sessé y José Mariano Mociño, la Expedición alrededor del Mundo de Alejandro Malaspina con los botánicos Antonio Pineda, Luis Née y Tadeo Haenke, y la Comisión Científica del Pacífico, ya en el siglo XIX, donde participaría el botánico Juan Isern.
El Jardín Botánico recibió durante esta época dibujos, semillas, frutos, maderas, plantas vivas y principalmente pliegos de herbario, que contribuyeron a acrecentar sus colecciones científicas y biblioteca.

### ElsigloXIX

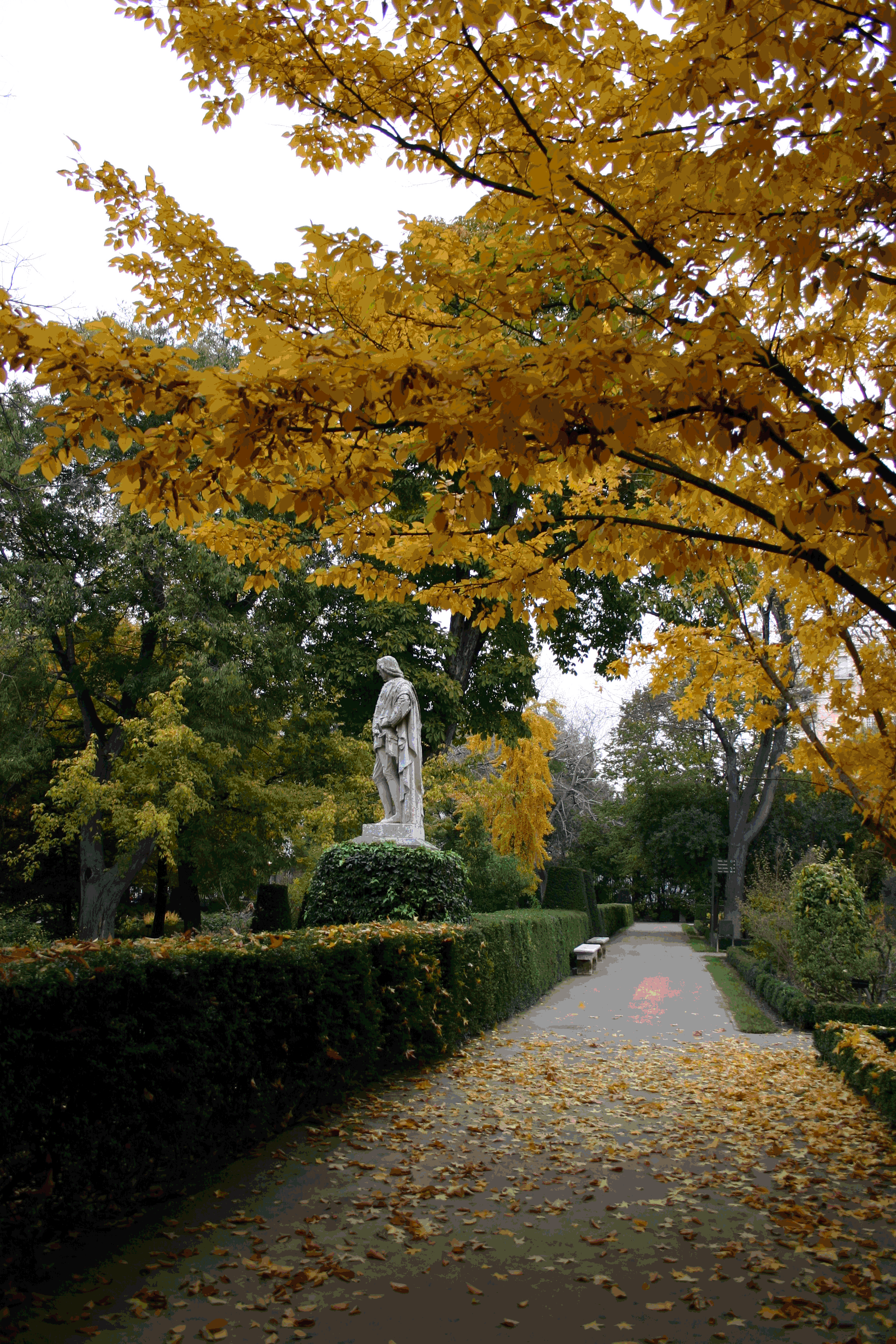
Paseo de las Estatuas.

A comienzos del siglo XIX ya se había convertido en uno de los jardines botánicos más importantes de Europa, gracias fundamentalmente a las colecciones científicas que albergaba y a la labor de su director, el botánico Antonio José Cavanilles, uno de los botánicos más importantes de la historia de la ciencia española. Cavanilles reorganizaría el Jardín, el herbario, los semilleros y daría al centro una relevancia internacional. Además de su uso científico, el jardín solía ser frecuentado durante la primavera y el verano por la alta sociedad y proporcionaba gratuitamente al público plantas medicinales. Su sucesor en la dirección, el neogranadino Francisco Antonio Zea, se posesionó del cargo el 17 de septiembre de 1805 con el célebre discurso "Acerca del mérito y de la utilidad de la Botánica", donde pidió la renovación de los métodos de enseñanza. Sin embargo, la Guerra de la Independencia trajo al jardín años de abandono, que se prolongarían durante el primer tercio del XIX, a pesar de los esfuerzos de su director en aquel momento Mariano Lagasca.
Tras Lagasca, en 1823 fue nombrado director Antonio Sandalio de Arias.
En 1857, siendo director del jardín Mariano de la Paz Graells, zoólogo y también director del Museo de Ciencias Naturales, se realizaron importantes reformas que aún perduran, como la estufa fría que lleva su nombre y la remodelación de la terraza superior. También en esa época se instaló un zoológico, que doce años más tarde se trasladó al Jardín del Buen Retiro (donde se conocería como Casa de Fieras). La puerta del lado del Museo del Prado es retratada por el pintor valenciano Francisco Domingo Marqués.
Sin embargo, en la década de los años ochenta de ese siglo, el Jardín ve mermada su superficie. En 1882 se segregan dos hectáreas para construir el edificio que actualmente ocupa el Ministerio de Agricultura. Además, en 1886 un ciclón que asoló esa zona de Madrid causó terribles daños en el Real Jardín, provocando el derribo de 564 árboles de gran valor. En 1893, se abre la calle de los libreros (popularmente conocida como cuesta de Claudio Moyano) perdiéndose un extremo del cuerpo principal del jardín, con lo que su superficie queda reducida a las ocho hectáreas actuales.

### Siglosxxyxxi
En 1939, el Real Jardín Botánico pasa a depender del Consejo Superior de Investigaciones Científicas. En 1942 es declarado Jardín Artístico y en 1947 Monumento Nacional. Sin embargo, siguen décadas de penuria y abandono hasta que es cerrado en 1974 para abordar profundas obras de restauración, que acabaron devolviéndole su estilo original. Las obras se llevaron a cabo entre 1980 y 1981, encargándose el arquitecto Antonio Fernández Alba de la remodelación del pabellón, y el arquitecto Guillermo Sánchez Gil, junto al paisajista Leandro Silva Delgado, de devolver a los jardines su trazado original en niveles aterrazados.
Contiene, aproximadamente, 5000 especies diferentes de árboles y plantas de todo el mundo. En febrero de 2005, el Real Jardín Botánico amplió su espacio expositivo en 1 ha. En 2011, acogió un desfile de moda de la marca Loewe. Forma parte del Paisaje de la Luz, declarado en julio de 2021 Patrimonio de la Humanidad por la UNESCO.

## Exposición de colecciones de plantas vivas

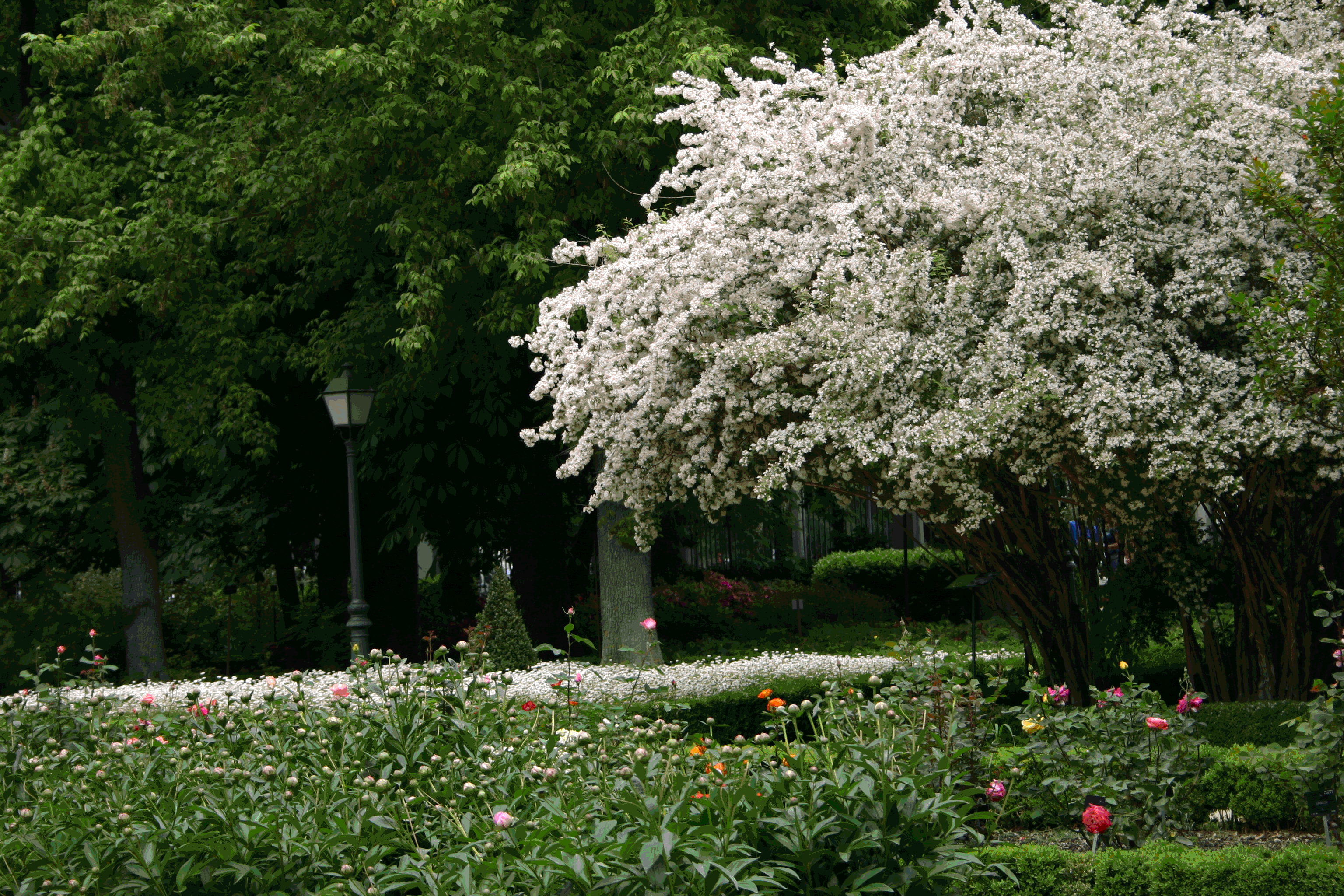
Terraza de los cuadros.

Las plantas vivas expuestas al público se disponen en cuatro terrazas, aprovechando el desnivel del terreno.

### Terraza de los Cuadros
Es la terraza situada más abajo y la más espaciosa de todas. En ella se encuentran las colecciones de plantas ornamentales, medicinales, rosales antiguos, aromáticas y de huerta y frutales, dentro de los cuadros geométricos formados con setos de boj que rodean pequeñas fuentes (fontines) en el eje central de los cuadros. Al final del paseo central de esta primera terraza se encuentra la rocalla.

### Terraza de las Escuelas Botánicas
Esta segunda terraza es un poco más pequeña que la anterior. En esta terraza se muestra la colección taxonómica de plantas. Ordenadas filogenéticamente por familias, se sitúan alrededor de doce fuentes. Se puede hacer un recorrido por el reino vegetal desde las plantas más primitivas a las más evolucionadas.

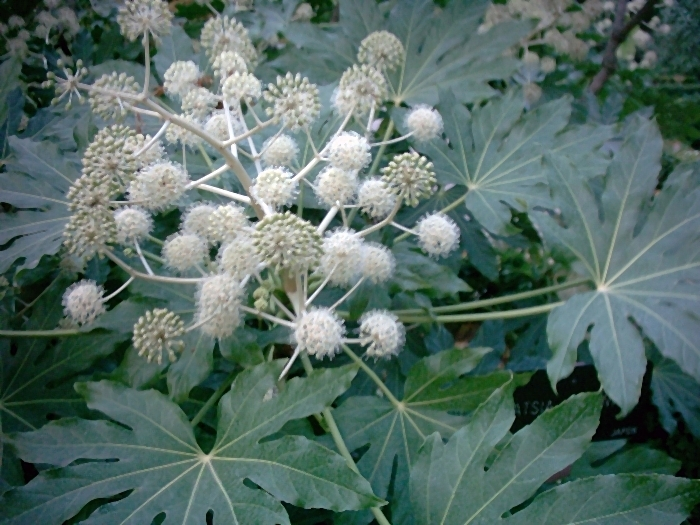
Fatsia japonica, situada en la terraza de las escuelas botánicas.

### Terraza del Plano de la Flor
Esta es la terraza más elevada y un poco más reducida, con un estilo romántico. Está dividida en veinticinco figuras o arriates curvilíneos, limitados por setos de durillo, cuatro glorietas y una glorieta central con un estanque y un busto de Carlos Linneo. Está plantada con una gran variedad de árboles y arbustos plantados sin orden aparente. En su límite este se sitúa el Pabellón Villanueva, edificado en 1781 como invernáculo, y que actualmente se utiliza como galería de exposiciones temporales. La terraza está bordeada por un emparrado de hierro forjado, construido en 1786 y que sirve de apoyo a diversas variedades de vid, algunas de edad considerable.

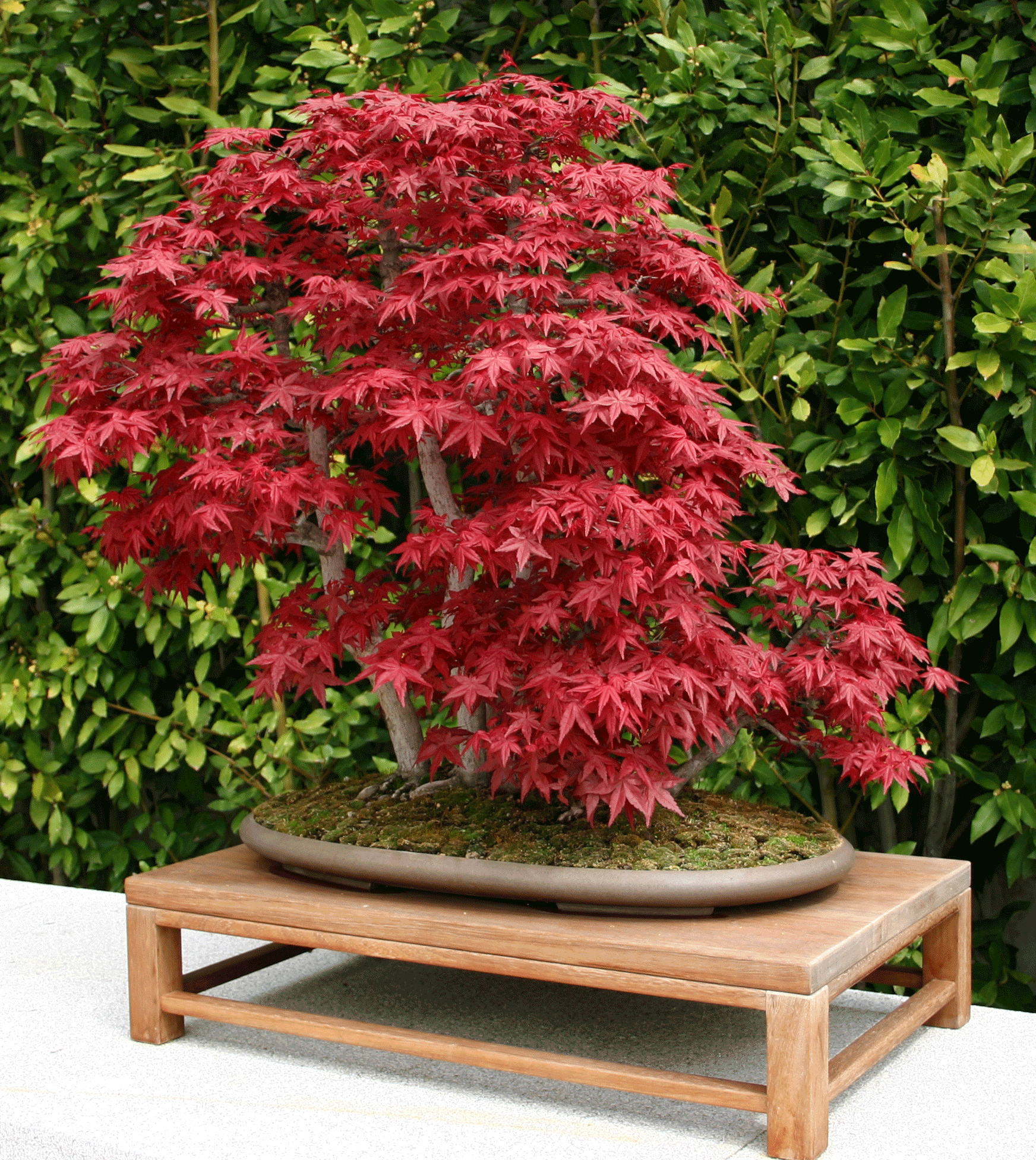
Acer sp. bonsái de la colección del expresidente Felipe González.

En el flanco norte de esta terraza se sitúan el invernadero Graells, una estructura del siglo XIX, donde encontramos plantas tropicales, acuáticas y briófitas. Junto al anterior se encuentra el invernadero mayor y más moderno, el de Exhibición, que se encuentra dividido en su interior en tres ambientes de diferentes exigencias de temperatura y humedad (tropical, templado y desértico).

### Terraza alta o de los Laureles
Esta terraza añadida como ampliación del Jardín en 2005, es de dimensiones bastante más pequeñas que las anteriores y está detrás del Pabellón Villanueva. Destinada a albergar colecciones especiales, aquí se encuentra la colección de Bonsáis donada por el expresidente español Felipe González. La terraza está diseñada por el paisajista Fernando Caruncho.

## Colecciones científicas
- Herbario

Se trata del herbario más importante de España, al reunir cerca de un millón de pliegos, algunos del siglo XVIII. Está formado por: el herbario de Fanerogamia, el herbario de Criptogamia y las colecciones históricas. Estas últimas reúnen las plantas recolectadas en las expediciones científicas realizadas durante los siglos XVIII y XIX e incluyen los herbarios americanos de Ruiz y Pavón, Mutis, Sessé y Mociño, Neé, Boldo e Isern y los herbarios filipinos de Blanco y Llanos y el de Vidal. Su código de identificación internacional es MA.
- Biblioteca y Archivo

La biblioteca del Real Jardín Botánico se formó al mismo tiempo que el jardín se acrecentaba. En 1781 tenía unas 151 obras de las cuales 83 eran de Botánica, 19 de Historia Natural y 49 de Química; en 1787 se acercan al millar, después de ser agregados los libros de José Quer; en 1801 son ya unas 1500, después de la adquisición de los de Antonio José Cavanilles; más tarde se les sumarían algunos de Simón de Rojas Clemente, los de Mariano Lagasca...

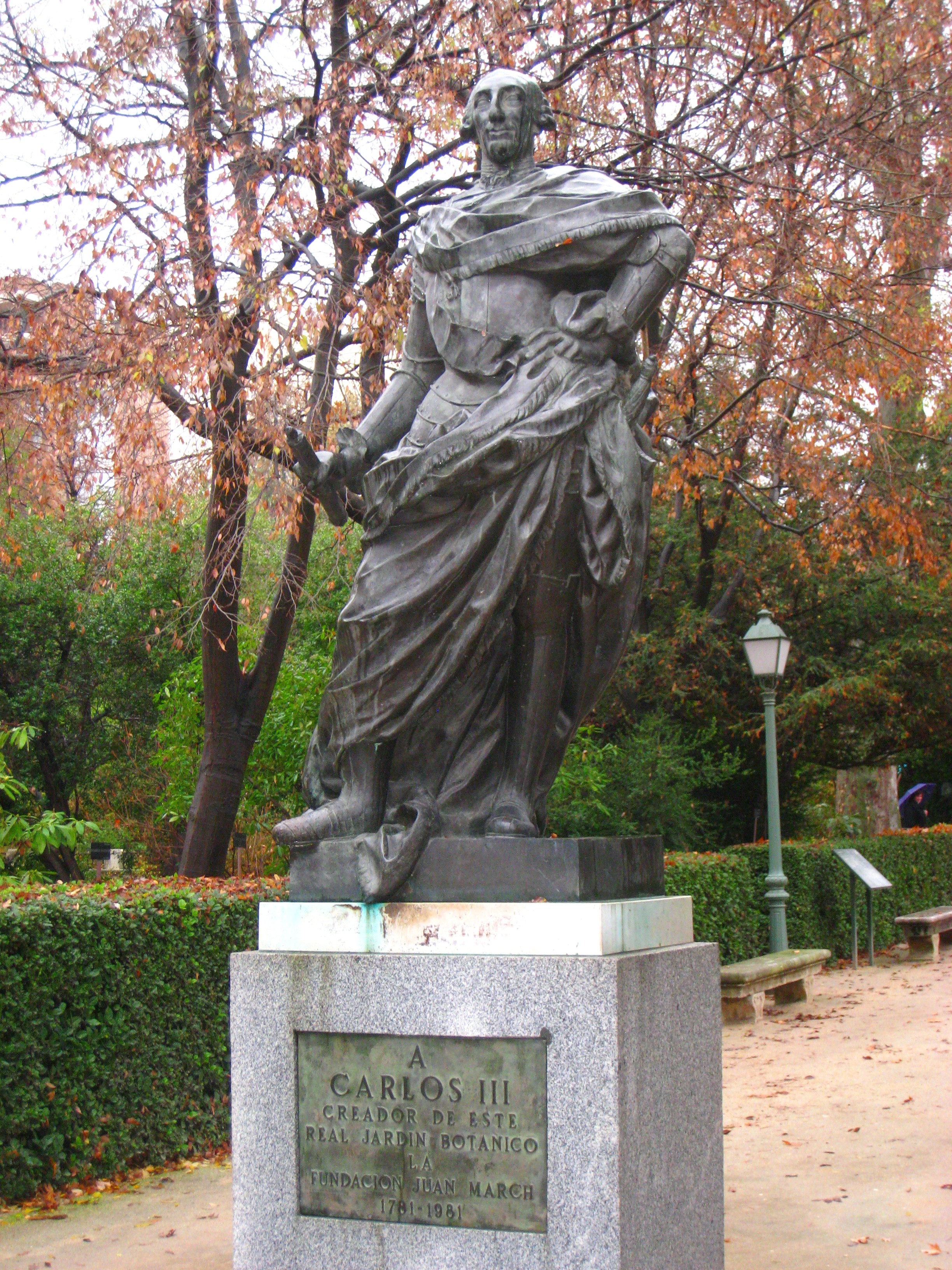
Estatua de Carlos III en el Jardín.

En lo que respecta al archivo, guarda desde 1775 la abundante documentación generada por el propio Jardín, más la que se ha ido agregando, por depósito o donación, de las distintas expediciones botánicas de los siglos XVIII y XIX.  El primer catálogo, "Índice de los Manuscritos, Dibujos y Láminas del Real Jardín botánico", es de 1815 y lo hizo Simón de Rojas Clemente, entonces su bibliotecario. Actualmente la biblioteca consta de unos 30 000 libros de todo lo relacionado con la Botánica, 2075 títulos de publicaciones periódicas, unos 26 000 folletos o tiradas aparte, 3000 títulos en microfichas, 2500 mapas. Cuenta con las instalaciones y aparatos adecuados para la consulta en Internet, lectura y reproducción, en papel, de microfichas y microfilms, fotocopiado de libros y revistas y escaneado cenital.
- Banco de Germoplasma

Desde su fundación el Jardín Botánico mantiene un intercambio de semillas con otras instituciones de todo el mundo. La relación de las semillas que se pueden intercambiar se edita anualmente en una publicación llamada Index Seminum, que se distribuye a más de 500 jardines y centros de investigación. A partir de 1987, con la construcción de una cámara frigorífica donde se pueden guardar a baja temperatura, desecadas y herméticamente cerradas, se mejoraron las condiciones de conservación de las semillas. Esta mejora permitió ampliar el plazo de viabilidad de las semillas, por lo que se decidió realizar campañas de recolección por todo el estado.

## Departamentos científicos
- Departamento de la Biodiversidad y Conservación.

Trabaja en todo lo relacionado con la diversidad vegetal, en concreto de las plantas vasculares, tanto del ámbito mediterráneo como del tropical y subtropical. En la reconstrucción filogenética y estudio del papel evolutivo de la hibridación. En la biología de las plantas acuáticas. En la cartografía botánica, la conservación y gestión de zonas húmedas, la etnobotánica y la palinología.
- Departamento de Micología.

Desarrolla su investigación con profesionales que trabajan en taxonomía, nomenclatura, distribución, conservación y ecología de hongos. Actualmente, estos estudios se han extendido a áreas más amplias, desde genes a especies, a través de una amplia escala de regiones biogeográficas poco estudiadas en todo el mundo (Trópicos, Neotrópicos, Islas Macaronesias) y ambientes extremos (desiertos y áreas alpinas).

## Publicaciones científicas seriadas

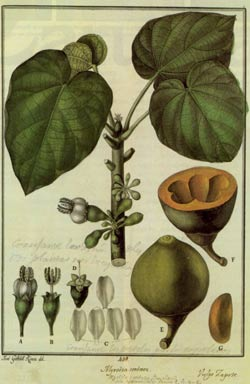
Una de las páginas de Flora Huayaquilensis, de la expedición botánica de Juan Tafalla (1799-1808) en la Real Audiencia de Quito.

- Anales del Jardin Botánico de Madrid. De este modo se denomina la revista que edita el Real Jardín Botánico, y que publica artículos sobre taxonomía y sistemática vegetal y fúngica y campos relacionados, como biogeografía, bioinformática, conservación, ecofisiología, filogenia, filogeografía, florística, morfología funcional, nomenclatura o relaciones planta-animal, incluyendo trabajos de síntesis y revisión. La revista envía información sobre las nuevas especies publicadas para que sean incluidas en las bases de datos W3TROPICOS (plantas vasculares; briófitos), International Plant Names Index o Index Fungorum.
- Flora Iberica. Publicación de investigación taxonómica sobre las plantas vasculares que crecen espontáneamente en la península ibérica e Islas Baleares. Proyecto nacido en 1980, en 2021 se había publicado el total de la obra de 21 volúmenes.[6][7]
- Flora Mycologica Iberica es una publicación seriada y aperiódica que con este título genérico publica, con numeración correlativa, las síntesis monográficas a medida que éstas van editándose, sin seguir un orden sistemático preestablecido. La obra se presenta a dos columnas, con textos en español e inglés. Lleva claves de identificación, descripciones, distribución, comentarios e información bibliográfica. La mayoría de las especies van acompañadas de una ilustración (dibujos a tinta en blanco y negro).[8]
- Ruizía (Monografías del Real Jardín Botánico) es una publicación no periódica del Real Jardín Botánico dedicada a dar a conocer obras monográficas extensas. Esta publicación da la oportunidad de publicar trabajos que por su interés y extensión excedan los formatos y plazos de publicación de los Anales del Real Jardín Botánico.
- Cuadernos de trabajo de flora micológica ibérica. Esta serie publica datos relativos a la corología de los hongos que fructifican en la península ibérica e Islas Baleares, exceptuando los parásitos del hombre y otros animales. Información bibliográfica I. España Peninsular e Islas Baleares.

## Asociaciones
El Real Jardín Botánico es miembro de la Botanic Gardens Conservation International (BGCI) y de la Asociación Ibero-Macaronésica de Jardines Botánicos. También forma parte de la Red Iberoamericana de Biodiversidad (REDICOB) y de la European Network for Biodiversity Information (ENBI).

## Varios
El Real Jardín Botánico es sede del nodo español de la Global Biodiversity Information Facility (Infraestructura Mundial de Información en Biodiversidad).